# Beverly Mullins
Beverly Mullins (Clearwater (Florida), 28 december 1984), beter bekend als Courtney Taylor, is een Amerikaans model, professioneel worstelaarster en valet die actief was in de Florida Championship Wrestling, opleidingscentrum van World Wrestling Entertainment (WWE).

## In worstelen
- Finishers
  - Scissored DDT
  - The Hoedown

- Signature moves
  - Bulldog
  - Cartwheel evasion
  - Headscissors takedown
  - Leg drop
  - Monkey flip
  - Oklahoma roll
  - Spinning delayed scoop slam
  - Sunset flip

- Worstelaars managed
  - Mike Kruel
  - Alex Riley
  - Dylan Klein